# Cuenca hidrográfica del Júcar
La cuenca hidrográfica del Júcar es la cuenca hidrográfica del río homónimo que discurre por el levante de la península ibérica y desemboca en el mar Mediterráneo. No obstante, a efectos administrativos, tradicionalmente también recibe esta denominación todo el territorio de las cuencas de los ríos que gestiona la Confederación Hidrográfica del Júcar el cual comprende todas las cuencas que vierten al mar Mediterráneo, entre la margen izquierda de la Gola del Segura, en su desembocadura, y la desembocadura del río Cenia, además de la cuenca endorreica de Pozohondo. La extensión total es de 42.988,6 km² que se extienden por las provincias de Albacete, Alicante, Castellón, Cuenca, Valencia y Teruel así como por una pequeña zona en la provincia de Tarragona.